# Ida Marko-Varga
Ida Marko-Varga (nacida como Ida Mattsson, Staffanstorp, 10 de marzo de 1985) es una deportista sueca que compitió en natación, especialista en el estilo libre.
Ganó dos medallas de bronce en el Campeonato Mundial de Natación en Piscina Corta, en los años 2004 y 206, y cuatro medallas en el Campeonato Europeo de Natación entre los años 2002 y 2016.
Participó en cuatro Juegos Olímpicos de Verano, entre los años 2004 y 2016, ocupando el octavo lugar en Atenas 2004 (4 × 200 m libre), el octavo en Pekín 2008 (4 × 200 m libre), el octavo en Londres 2012 (4 × 100 m libre) y el quinto en Río de Janeiro 2016 (4 × 100 m libre y 4 × 200 m libre).

## Palmarés internacional
| Campeonato Mundial en Piscina Corta | Campeonato Mundial en Piscina Corta | Campeonato Mundial en Piscina Corta | Campeonato Mundial en Piscina Corta |
| Año                                 | Lugar                               | Medalla                             | Prueba                              |
| ----------------------------------- | ----------------------------------- | ----------------------------------- | ----------------------------------- |
| 2004                                | Indianápolis (Estados Unidos)       | Medalla de bronce                   | 4 × 200 m libre                     |
| 2006                                | Shanghái (China)                    | Medalla de bronce                   | 4 × 100 m libre                     |
| Campeonato Europeo                  |                                     |                                     |                                     |
| Año                                 | Lugar                               | Medalla                             | Prueba                              |
| 2002                                | Berlín (Alemania)                   | Medalla de bronce                   | 4 × 200 m libre                     |
| 2008                                | Eindhoven (Países Bajos)            | Medalla de bronce                   | 4 × 100 m libre                     |
| 2012                                | Debrecen (Hungría)                  | Medalla de plata                    | 4 × 100 m libre                     |
| 2016                                | Londres (Reino Unido)               | Medalla de bronce                   | 4 × 100 m libre                     |